# Йохан фон Еберщайн
Йохан (Ханс) фон Еберщайн (на немски: Johann III (Hans) von Eberstein; * 1 юни 1421; † 1479) от швабската графска фамилия Еберщайни, е граф на Еберщайн в Ной-Еберщайн при Гернсбах в Северен Шварцвалд.

## Произход
Той е син на граф Бернхард I фон Еберщайн (1381 – 1440) и съпругата му Кунигунда фон Валдбург-Зоненберг (1482 – 1538), дъщеря на граф Еберхард II фон Валдбург-Зоненберг († 1483) и графиня Анна фон Фюрстенберг († 1522). Внук е на граф Вилхелм II фон Еберщайн († 1385) и Маргарета фон Ербах-Ербах († 1395). Брат е на Бернхард II фон Еберщайн (* 6 ноември 1430; † 1502, Щутгарт), граф на Еберщайн в Ной-Еберщайн.

## Фамилия
Йохан (Ханс) фон Еберщайн се жени на 16 октомври 1435 г. за Мерге (Мария) фон Епщайн († сл. 29 юни 1463), дъщеря на Еберхард II фон Епщайн († 1443) и третата му съпруга Агнес фон Кронберг († 1442). Те имат децата:
- Барбара фон Еберщайн (* ок. 1451; † 1 август 1529), омъжена за граф Михаел II фон Вертхайм († 24 март 1531)
- Бернхард III фон Еберщайн (* 1459; † 1526), граф на Еберщайн в Ной-Еберщайн, женен 1494 г. за Кунигунда фон Валдбург-Зоненберг (1482 – 1538)
- Вилхелм фон Еберщайн